# Francisco González Prieto
Francisco González Prieto (Gijón, 1859-Pola de Siero, 1937), también conocido como Pachu'l Péritu, fue un escritor español y un personaje destacado de la cultura asturiana de finales del siglo XIX y comienzos del XX. 
Fundó y dirigió los semanarios Ixuxú de ideología conservadora y ultracatólica, primer periódico completamente escrito en lengua asturiana y L'Astur. Fue además uno de los miembros fundadores de la Real Academia Asturiana de las Artes y las Letras, donde tenía el cargo de archivero-bibliotecario y autor de múltiples composiciones en verso, llegando a publicar 4 libros en lengua asturiana.

## Obras
- L'Antroxu (1889)
- El cuintu la xana (1895)
- L'Astur (1904)
- La vida asturiana en un cientu de sonetos (1921)